# Nothocasis knyvetti
Nothocasis knyvetti là một loài bướm đêm trong họ Geometridae.